# 唐人街之夜 (1938年電影)
《唐人街之夜》（英語：Chinatown Nights）是一部1938年的英國科幻電影，導演是Toni Frenguelli，主演有哈里·阿格·里昂、安妮·格列和Robert Hobbs。

## 演員
- 哈里·阿格·里昂（英语：Harry Agar Lyons） 飾 Doctor Sin Fang
- 安妮·格列（英语：Anne Grey） 飾 Sonia Graham
- Robert Hobbs 飾 John Byrne
- Nell Emerald（英语：Nell Emerald） 飾 Mrs. Higgins
- 阿提·阿什（英语：Arty Ash） 飾 Professor Graham
- 喬治·莫札特（英语：George Mozart） 飾 Bill

## 外部連結
- 互联网电影数据库（IMDb）上《唐人街之夜》的资料（英文）